# Сукоби у Верину
Верински сукоб (алб. Konflikti i Vërrinit) био је оружани сукоб током Косовског рата између Ослободилачке војске Косова (ОВК) и Савезне Републике Југославије. Први сукоб између ОВК и југословенских снага у региону Верина догодио се 7. јула 1998. године, када су српске снаге ушле у зону под контролом ОВК.

## Позадина
Током 1980-их и 1990-их година, Призрен је био поприште бројних протеста (Протести на Косову 1981.). Дана 23. јула 1993. године, албански побуњеници извели су координисане нападе на српске полицијске станице широм Косова. У Призрену, напад је предводио Зафир Бериша.
У јануару 1997. године, основана је 125. бригада (Јединица Петрити). Дана 28. фебруара 1998. избио је пуни оружани сукоб између ОВК и српских снага у региону Дренице. Истог дана, многи чланови Јединице Петрити, укључујући Џевата Беришу, били су ухапшени.

## Сукоби у јулу 1998.
Дана 7. јула 1998. године, српске полицијске снаге, укључујући начелника полиције Призрена Шекића, покушале су заседу против јединице Ослободилачке војске Косова (ОВК, алб. Ushtria Çlirimtare e Kosovës, UÇK). Заседа је била неуспешна, а убрзо након тога, 16. јула, српске снаге су покренуле офанзиву на положаје ОВК у региону Верини у општини Призрен.
Битка за Верин, вођена 16. јула 1998. године, била је један од првих директних сукоба између ОВК и српских снага у призренском региону током Рата на Косову. Регион Верин био је проглашен за ослобођену зону од стране ОВК, што је подстакло српску војску да изведе широку офанзиву. Према изворима ОВК, након неколико сати борбе, српске снаге су одбијене и претрпеле су значајне губитке.
Сукоб је почео око 13:30, када су српске снаге покушале да напредују из насеља Тусуз ка селима Лесковац, Љубичево и Хоча е Читети. Борци ОВК су покренули контранападе, а дошло је до интензивних борби из непосредне близине, са раздаљином од само 100 метара. Иако слабије наоружани, јединице ОВК су, наводно, задржале своје положаје.
У сектору Билуша, српска артиљерија је гранатирала положаје ОВК како би спречила појачање. Међутим, борци ОВК су, користећи тактичко заобилажење, извели изненадни контранапад и натерали српске трупе на повлачење. Команданти ОВК Зафир Бериша, Ремзи Адемај-Петрити и Џеват Бериша предводили су одбрану.
Према извештајима ОВК, сукоб је трајао приближно 3 сата и 40 минута, без жртава на њиховој страни, док су српске снаге, наводно, претрпеле тешке губитке. Након битке, мештани су се наводно окупили како би прославили победу.
Дана 17. јула 1998. године, група новинара посетила је подручје како би документовала последице битке. Сукоб у Верину постао је значајан догађај у војним операцијама ОВК током 1998–1999. године, што је довело до даљих сукоба у региону.

## Југословенска септембарска офанзива
У понедељак, 31. августа, југословенска полиција опколила је Лез. У уторак ујутру, 1. септембра 1998. године, око 08:00, започела је гранатирање положаја ОВК у брдима око села. Сељаци су побегли ка оближњем Љубичеву, док су припадници ОВК остали. Око 10:00, снаге безбедности су се приближиле положају ОВК на месту званом Ливдахет те Лавдице. Ручна граната је експлодирала у рову, усмртивши четири припадника ОВК. Још шест бораца ОВК убијено је на истој позицији током размене ватре са полицијом.
Поподне, група безбедносних снага ушла је у село из правца села Кустендила, након што су се претходно сукобили са групом ОВК у шуми изнад села, током чега су убијена три борца. До краја операције, још тројица припадника ОВК су убијена. Током успешне акције против милитаната у Лезу, три полицајца су рањена: Мирослав Ракоњац је рањен аутоматским оружјем око 14:00, док је Миролјуб Ристић тешко рањен, а Ненад Алексић лакше, око 16:20, ватром из аутоматског оружја, ручним бацачима и минобацачима.
Након тога, слабији сукоби наставили су се у околним селима општине Призрен, што је довело до слабљења 125. бригаде. Према албанским изворима, током сукоба у региону Призрена од 1. до 5. септембра, укупно је погинуло 27 припадника ОВК, укључујући сукоб у Лезу.